# Zacatula
Zacatula es una localidad situada en el municipio de La Unión de Isidoro Montes de Oca en el Estado de Guerrero.

## Toponimia
Zacatollan, "lugar de zacates o tules secos", según la toponimia regional. De zácatl zacate; tullin tule, espadaña; y de la lugar.

## Población
Posee una población de 1,518 habitantes.
| Año  | Habitantes Mujeres | Habitantes hombres | Total habitantes |
| ---- | ------------------ | ------------------ | ---------------- |
| 2020 | 744                | 774                | 1518             |
| 2010 | 667                | 645                | 1312             |
| 2005 | 704                | 713                | 1417             |

## Geografía
Zacatula está a 11 metros de altitud.